# Paseo del Prado

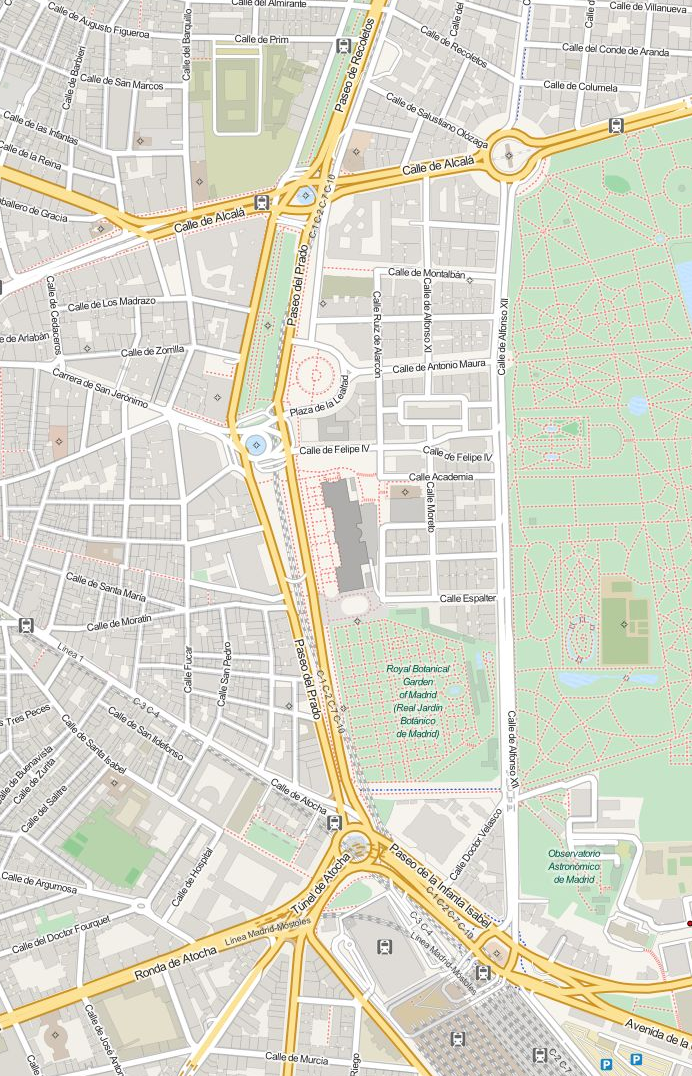
Lage und Verlauf

Paseo del Prado ist eine Prachtstraße in der spanischen Hauptstadt Madrid. Die 1,1 Kilometer lange, von Alleen gesäumte und mit Grünanlagen, Brunnen und Denkmälern geschmückte Straße liegt in den Stadtvierteln Jerónimos und Cortes und ist seit 2015 ein Geschütztes Kulturgut. Das Ensemble aus Paseo del Prado, Retiro-Park, Stadtviertel Jerónimos und Königlichem Botanischen Garten von Madrid ist im Juli 2021 unter der Bezeichnung Paseo del Prado und Buen Retiro, Landschaft der Künste und der Wissenschaften von der UNESCO in die Liste der Welterbestätten aufgenommen worden.
Der Boulevard verläuft in Nord-Süd-Richtung von der Plaza de Cibeles bis zur Plaza del Emperador Carlos V. Auf halber Strecke trifft er auf die Plaza de la Lealtad und die Plaza Cánovas del Castillo mit dem Neptunbrunnen. Zusammen mit dem Paseo de Recoletos und dem Paseo de la Castellana, die sich nach Norden erstrecken, ist der Paseo del Prado Teil der „Prado-Recoletos-Castellana-Achse“, einer der Haupt-Straßenachsen durch Madrid. 
Am Paseo del Prado liegen im sogenannten Kunstdreieck zwischen Museo del Prado, Museo Thyssen-Bornemisza und Museo Reina Sofía zahlreiche Kulturinstitutionen. Außerdem finden sich am Paseo del Prado viele Bauten und Kunstwerke von historisch-künstlerischem Interesse, die im Rahmen der Stadtplanung des 18. Jahrhunderts errichtet wurden.